# Ciclova Montană, Caraș-Severin
Ciclova Montană (în germană Montan Tschiklowa, în maghiară Csiklovabánya) este o localitate componentă a orașului Oravița din județul Caraș-Severin, Banat, România.

## Geografie
Cu o populație de circa 570 de locuitori, Ciclova Montana este situată lângă Oravița, la trei kilometri de aceasta, fiind acesibilă atât pe jos, pe o potecă pavată ce traversează dealul zis al "Ogasului", cât și cu mașina, fie pe un drum de țară ce ocolește Oravița Montană, fie pe șoseaua județeană ce traversează Ciclova Română.

## Numele
Toponimicul de Ciclova se presupune că derivă din antroponimul românesc de ciclea, sau slavul ciklo, urmat de un derivat adjectival posesiv cu sufixul slav –ov, folosit pentru localități, devenind Ciclova.
În limba maghiară Chiglobanya sau Siklova, în limba germană Tschiklova sau Csiklova, în limba cehă Čiklava.

## Istoric

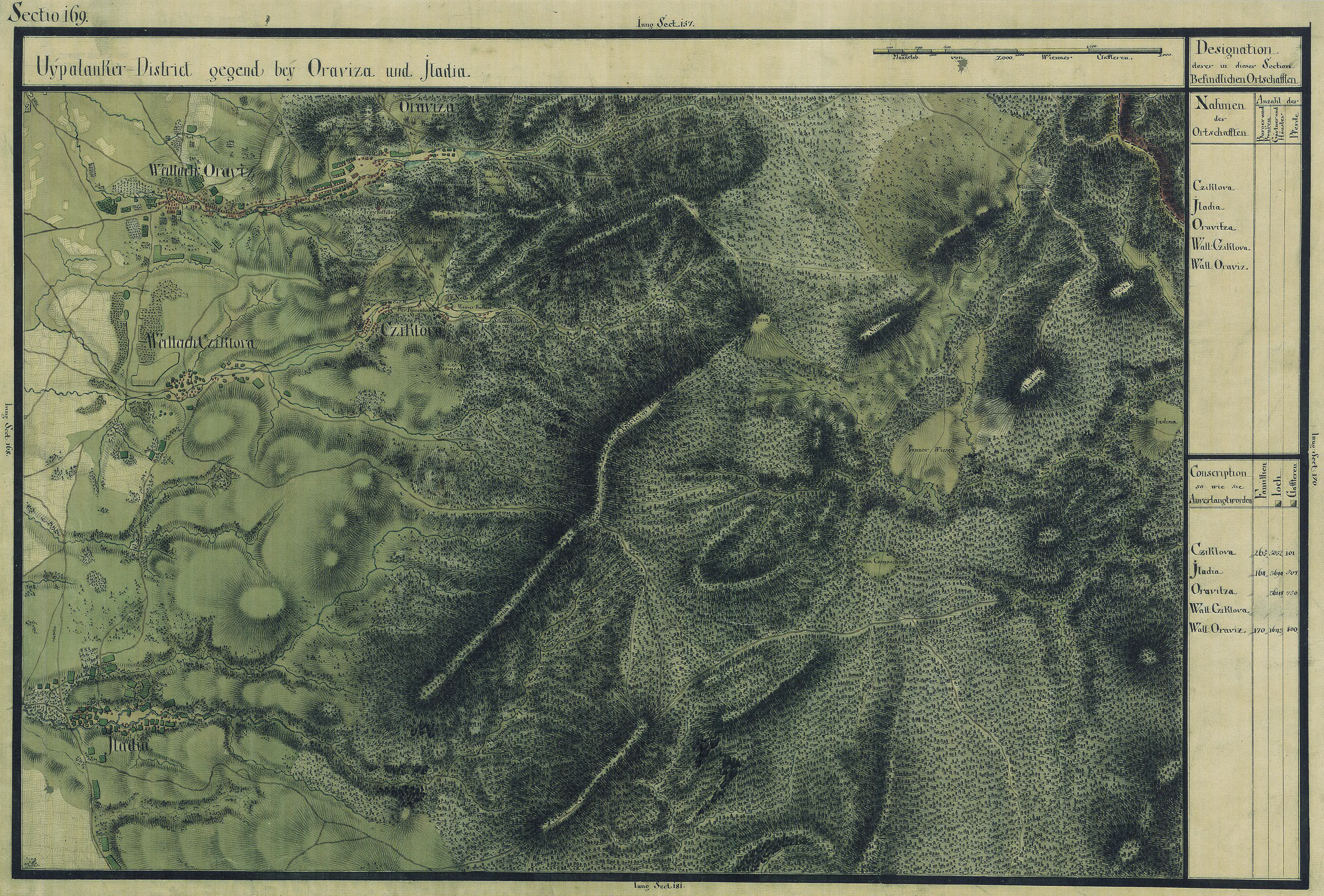
Ciclova Montană în Harta Iosefină a Banatului, 1769-72

### Secolul al XIII-lea
După ce papa Honoriu al III-lea a luat sub ocrotirea sa, în 1223, pe împărăteasa Margareta (Margit) din Constantinopol, fiica regelui Bela al III-lea (a domnit între 1172-1196), acesta a consfințit proprietatea acesteia privind cetatea Ilidiei și a teritoriilor aparținătoare.
Deoarece Ciclova aparținea acestei cetăți și era în proprietatea regentei de la Constantinopol, tot astfel și exploatările miniere de aici au făcut parte din proprietatea regentei Imperiului Bizantin.

### Secolele XIV-XIV
Locuitorii Banatului Timișorii și în special ai Comitatului Krasso (Caraș), precum și al întregii regiuni montane, au fost în timpul regelui Ludovic I al Ungariei (n. 1326 - d. 1382) valahi (români).
Apropiindu-se pericolul turcesc, regele Ludovic I al Ungariei, supranumit cel Mare, a împuternicit nobilimea română sa conduca aceste teritorii din Banat conform legilor românești (jus valachicum). Aceasta era valabilă pentru cetățile Lugoj, Caransebeș, Caraș, Iled (Ilidia), și Almaș. Din proprietățile cetății Ilidia făcea parte și Ciclova.
Ciclova Monatană este menționată documentar cu mult înaintea Oraviței. Există o scrisoare a Banului de Severin, Frank Thalotzi, care datează din 16 februarie 1437, adresată regelui, prin care îl informează că la Ciclova sunt mine în exploatare încă de la începutul secolului al XV-lea. 

### Secolul XVIII: coloniștii și industrializarea
Din statistica anului 1717 Ciclova avea 166 de case, Răcăjdia 125 și Oravița numai 74. Primii coloniști germani aduși, numiți mai târziu șvabi bănățeni, au fost găzduiți nu la Oravița, ci la Ciclova.
În anul 1721 camera imperială din Viena a aprobat sumele necesare construirii de case. 
Încă din anul 1718 când sosesc primii coloniști germani, la Ciclova se începe construirea unui furnal [8] înalt pentru topirea minereurilor. 
La 22 iunie 1722 sosește un număr mare de coloniști germani care sunt repartizați la Oravița, Ciclova și Sasca.
Coloniștii germani se așază pe vatra actuală a satului Ciclova Montana, pe terenul care astăzi poartă numele de Ulița Nemțească și apoi pe Ulița Mare (str. Brazilor), punându-se astfel bazele viitoarei localități.
Locurile de baștină ale acestor coloniști au fost Tirol, Stiria, Bavaria, Silezia și Boemia.
În jurul anului 1729 pe teritoriul Ciclovei se așază un grup compact de olteni, așa-numiții bufeni, veniți din regiunile montane subcarpatice ale județelor Mehedinți, Gorj, Dolj și Vâlcea.
Între anii 1735 -1780 sosesc și alte familii din nordul Olteniei, din părțile Izvernei și a Băii de Aramă. Oltenii au construit casele lor mai la periferie, pe uliți laterale.
La început, după Pacea de la Passarowitz (1718), până la Pacea de la Belgrad (1739), când Oltenia făcea parte din teritoriul Austriei, oltenii au fost aduși în Banat de către austrieci pentru a întregi forța de muncă necesară, mai ales pentru despăduriri și prepararea mangalului, necesar topitoriilor. Apoi oltenii s-au refugiat aici și din cauza fiscalității crescute a regimului fanariot.
Odată cu exploatarea aurului, în a doua jumătate a secolului al XVIII-lea, la Ciclova Montană apare și gruparea de populație numită rudari sau aurari. Ei au venit împreună cu oltenii din aceleași teritorii și au fost aduși cu consimțământul împărătesei Maria-Terezia, fiind folosiți la spălarea nisipurilor aluvionare din părâul de la Ciclova în vederea obținerii minereului de aur. Ei au fost scutiți de impozite, dar erau obligați sa devena statornici si să-și construiască locuințe permanente în afara localității, dar în imediata apropiere a ei. Ei au fost numiți de Austria Neubanater, "bănățeni noi" în germană.
Împăratul Iosif al II-lea (a domnit 1765 - 1790) îi obligă să-și dea copiii la școală, să meargă la biserică și să-și satisfacă stagiul militar. 
În anul 1746 au mai fost construite la Ciclova încă două furnale, iar la 14 iulie 1746 s-a pus piatra de temelie pentru o nouă forjă.
În anul 1776 se zidește la Ciclova o a doua uzină metalurgică numită "Conte de Mercy".
În anul 1773 forjeria veche își mărește capacitatea și începe sa produca fier forjat.
În anul 1728 este menționată pentru prima dată fabrica de bere.

## Descriere

### Mănăstirea catolica Maria Ciclova
În sat se află mănăstirea catolica Maria Ciclova, cunoscuta și sub numele de "Mănăstirea de pe Cleanț", construită în jurul anului 1727.

#### Istoric
Biserica romano-catolică este zidită pe o stâncă. Istoria ei este legată de o pictură foarte veche care o reprezintă pe Sfânta Fecioară Maria cu pruncul în brațe. Acest tablou aurit a existat din timpuri străvechi de sub ocupația turcească, fiind păstrat de populația locală. El a fost ținut la început într-o peșteră, apoi a fost preluat de primii coloniști catolici de etnie germană, cum au fost familiile Windberger și Lang, care au zidit o mică capelă pe stâncă deasupra peșterii. În anul 1727 această capelă a fost mărită și a primit numele german de Maria-Fels, "Maria din Stâncă", cunoscuta în română drept "Biserica de pe Cleanț" sau "de pe Stâncă". În acelasi an, pe data de 2 iulie (sărbătoarea vizitei Fecioarei Maria la vara sa Elisabeta), episcopul de Cenad Ladislau Nadasdy sfințește în mod oficial această capelă și o declară loc de perelinaj, obținând de la Papa o indulgență pentru toți aceia care vizitează lăcașul în timpul acestei sărbători. În anul 1732 episcopul de Cenad Falkenstein obține și o indulgență pentru sărbătoarea Nașterii Maicii Domnului. Papa Pius al VI-lea emite in 1798 un decret prin care acordă indulgență pe întregul an. Decretul a fost afișat pe ușa sacristiei, dar în momentul de față nu mai există. Capela a fost vizitată de numeroși pelerini din împrejurimi, în special de populația catolică din jur, cum au fost cei din Carașova, Steierdorff și cei din satele cehe de pe Clisura Dunării. La început nu a existat preot, fiecare grup de pelerini venea cu preotul lor, ceea ce se întâmplă și astăzi.
În anul 1777 s-a hotărât construirea unei biserici, dar nu pe stâncă, ci pe un loc liber din apropierea capelei, în dreptul unei cruci de piatră. Construirea bisericii pe stâncă, în locul capelei, după o legendă, ar fi fost hotărâtă în urma unui miracol: se spune că tabloul Fecioarei Maria, după ce a fost scos din capelă, a revenit în mod miraculos în capelă, sus pe stâncă. Acest lucru a fost considerat ca un semn că biserica trebuie zidită pe stâncă. Primul preot romano-catolic a fost August Wendeschu, care a adus multe îmbunătățiri edificiului.
Pe Dealul Mic în apropierea bisericii a fost amenajat Drumul Calvarului care simbolizează Drumul Crucii, de la condamnarea lui Isus de către Pilat și până la așezarea sa în mormânt.

#### Picturi
Tabloul Fecioarei Maria a fost inițial împodobit cu pietre scumpe și piese de aur. Se văd și acum urmele acestora. Biserica a fost jefuită de hoți și aceste podoabe au dispărut. Acest tablou al Fecioarei Maria, care inițial a fost o icoană, a fost recondiționat de pictorul Tury Gyula, care i-a dat o înfățișare puțin mai deosebită.
Un tablou de valoare este cel al Sfintei Ana (1854), opera pictorului Richard Puchta. 
Un alt tablou bisericesc a fost cel al pictorului Rebernigg din Oravița, Pescuitul Sfântului Petru. Acest tablou nu se mai găsește în biserică.

### Muntele Rol, Ziua Liliacului, fabrica de bere, ștrandul
In spatele mânăstirii se află Muntele Rol cu o înălțime de peste 900m, iar coborând spre sat, se afla o poiana numita "Vale" sau "Ziua Liliacului". Aici se ține sărbătoarea primăverii, atunci când inflorește liliacul. Poiana este străjuită de stânca Muntelui Simion, sub care se afla un lac. Coborand, se trece pe lângă puținele ruine ale primului furnal, iar la intrarea în sat se găsesc ruinele celei mai vechi fabrici de bere din țară. Aici se fabrica berea "Ciclova".  În imediata apropiere a fabricii de bere încă funcționează Berăria ce acum dispune de câteva locuri de cazare și un restaurant. Mai in jos, se află ștrandul cu apă termală rece, provenită din mina inundată din apropiere.

#### Fabrica de bere
În urma dezvoltării uimitoare a industriei miniere din secolul XVIII, trebuie amintită și existența fabricii de bere, care este menționată prima dată în anul 1728. Vechea fabrică de bere s-a găsit nu departe de moara Seydl, chiar sub stînca, linga biserica romano-catolică, unde și astăzi se văd ruinele ei. Întemeietorul primei fabrici de bere au fost farmacistului și botanistulului Karl Knobloch de Iranyosi și tatăl său, August. Fabrica a cunoscut epoca sa de glorie după ce atrecut în posesia "dinastiei" Fischer, al cărei fondatori au fost bavarezul Johann Fischer și soția sa Victoria, născută Fitz. Johann Fischer a cumpărat fabrica în anul 1821 de la familia Knobloch.
Fiul lui Johann Fischer, Michael Georg Fischer, a rezidit fabrica pe locul unde se găsește astăzi si a extins toate amenajările. În anul 1882, când Robert Bähr a devenit asociat, fabrica a fost modernizată și utilizată pentru technici moderne de uz comercial. Tot atunci au fost construitre și pivnițele de capacitate mare. Berea de Ciclova a fost livrată pe piață în special la Biserica Albă și Cuvin. După Primul Război Mondial și dispariția Imperiului Austro-Ungar, princilala piață de desfacere a rămas dincolo de noua graniță, în Banatul iugoslav, cu care s-au introdus taxe vamale ridicate, și după anii grei de criză economică din 1929-1933, fabrica e în pragul falimentului. Firma "Timișoreana" cumpără făbricuța din Ciclova, o închie, și îi transferând echipamentul la Timișoara. Familia Fischer își încheie activitatea ca fabricănți de bere la Ciclova.
În 1975, aceeași firmă "Timișoreana", devenită întreprindere de stat, redeschide fabrica de bere din Ciclova ca secție a fabricii centrale din Timișoara. În 1989 fabrica s-a privatizat, atrăgând cu timpul investori germani. Dupa o perioadă de succes economic, în 1995-1996 firma este închisă în urma unor scandaluri șă fabrica intră în paragină. În 2014 un investor a cumpărat brandul și ruinele fabricii, plănuind reluarea producției, bazîndu-se pe calitatea bună a apei și rezonanța numelui berii de Ciclova.

### Biserica ortodoxă Adormirea Maicii Domnului
În mijlocul satului se află biserica ortodoxă cu hramul "Adormirea Maicii Domnului", o biserica veche, dar bine întreținută. Biserica are trei clopote de dimensiuni diferite din cupru. Biserica a fost zidită în anul 1783 de către bufenii din localitate cu contribuții financiare personale și cu forțe proprii. Ea a fost sfințită de către episcopul Vârșețului, Vichentie Popovici, cu hramul Adormirea Maicii Domnului.
Biserica are turn înalt ornamentat și acoperită cu tablă de cupru. Picturile și zugrăvelile [9] din interior sunt executate de pictorul Dimitrie Turcu între anul 1845-1846. Primul preot a fost Alexie Nedici din Oravița Română. Această biserică este declarată monument istoric. În curtea bisericii sunt clădite mai multe cripte familiale, iar în imediata apropiere se află cimitirul.

### Capela rudarilor
În Ciclova Montană, în cartierul rudarilor, se mai găsește și o capelă ortodoxă cu două clopote (turn și clopotniță), cât și o cruce de piatră, iar la poalele dealului Ocnarului se găsește cimitirul acestora.

### Școala
Școala din Ciclova Montană este menționată documentar din 1781, când erau deja două școli, și anume: una românească, având ca învățător pe Gheorghe Iancovici, și cea germană cu învățătorul Karol Zeh.

### Mănăstirea ortodoxă Călugăra
Mănăstirea Călugăra, situată pe Valea Ciclovei în apropierea localității Ciclova Montană, a fost întemeiată în 1859 pe locul unei vechi chilii călugărești.

## Personalități
- Silviu Oravițan-Crețu (n.1941), artist plastic.
- Gh. Crăinicianu (1853 - 1926), fondatorul istoriografiei științifice a medicinei românești.